# Palmera
Palmera település Spanyolországban, Valencia tartományban. Palmera Bellreguard, Miramar, Piles és L’Alqueria de la Comtessa községekkel határos. Lakosainak száma 1028 fő (2024).

## Népesség
A település népessége az utóbbi években az alábbiak szerint változott:
| Lakosok száma | 568  | 605  | 813  | 947  | 1022 | 998  | 1024 | 1024 | 1040 | 1028 |
|               | 2001 | 2004 | 2007 | 2009 | 2012 | 2014 | 2017 | 2019 | 2022 | 2024 |